# Antonio Alarcó Hernández
Antonio Alarcó Hernández (Santa Cruz de Tenerife, 31 de agosto de 1951) es un cirujano, político y catedrático español, miembro del Partido Popular. Es Senador por Tenerife desde 2008, ejerciendo en las IX, X, XI, XII, XIII y XIV legislatura de España. Es portavoz en Sanidad del grupo popular en el Senado. Además, es Concejal en el Ayuntamiento de San Cristóbal de La Laguna, catedrático de cirugía en la Universidad de La Laguna y un reconocido médico.

## Biografía
A lo largo de su vida, Antonio Alarcó ha destacado por ser un prestigioso académico en diversas materias. Es licenciado en Medicina y Cirugía por la Universidad de La Laguna y doctor en Medicina y Cirugía desde 1980, lográndolo con sobresaliente cum laude. Posteriormente se licenció en Ciencias de la Información y en Sociología, todas ellas con sobresaliente. Tiempo después, se convirtió en doctor en Ciencias de la Información y en doctor en Sociología, lo que le convirtió en poseedor de tres doctorados, el grado máximo académico, algo poco común.
En 1986 se convierte en profesor de Patología y Clínica Quirúrgicas de la Facultad de Medicina de la Universidad de La Laguna, y es catedrático de Cirugía desde 1996 en dicha universidad. Es jefe clínico por oposición nacional, de un servicio de cirugía dividido en dos, siendo coordinador de Cirugía General y Digestiva A del Hospital Universitario de Canarias, donde nunca consiguió ser Jefe del servicio de cirugía, quedando de coordinador de su equipo frente al otro coordinador de Cirugía General y Ap. digestivo el [Dr. Ángel Carrillo Pallarés]. Es especialista en trasplantes de páncreas, siendo el primer cirujano que realizó una operación de este tipo en Canarias, en 2002.
Pertenece a numerosas sociedades científicas nacionales e internacionales. Ha sido presidente y miembro fundador de la Sociedad Canaria de Cirugía, miembro de la Sociedad Española de Cirugía, entre otras. Desde 2019, es Vicepresidente del Colegio Internacional de Cirujanos.
Es autor de numerosos libros y de más de 500 artículos médicos, publicados en revistas especializadas nacionales e internacionales, así como asistente de más de 400 comunicaciones a congresos médicos nacionales y extranjeros. Es un habitual colaborador de medios de comunicación. Ha impartido numerosos cursos y conferencias, en ámbitos regionales, nacionales y extranjeros.

## Vida política
Como político, Antonio Alarcó es miembro del Partido Popular. Desde 2008, es Senador por Tenerife en el Senado de España, donde es miembro de la Diputación Permanente y Portavoz en la Comisión de Sanidad, consumo y bienestar social.
Entre 2007 y 2015 fue consejero del Cabildo de Tenerife, donde llegó a ser Vicepresidente. Entre 2015 y 2019 fue el líder del Partido Popular en el Municipio de San Cristóbal de La Laguna, donde fue concejal en el Ayuntamiento.

## Premios
Por su labor médica y académica, ha sido galardonado con numerosas distinciones y condecoraciones, como el Premio de investigación Doctor Diego Guigou de la Real Academia de Medicina de Tenerife. Ha sido galardonado en otras tres ocasiones con el Premio de investigación del Cabildo Insular de Tenerife. También es académico de número de las Reales Academias de Medicina de Canarias. También forma parte de la Sociedad Económica de Amigos del País e Hidalgo de Nivaria, y Premio Teide de Oro.